# Arrondissement di Villefranche-de-Rouergue
L'arrondissement di Villefranche-de-Rouergue è un arrondissement dipartimentale della Francia situato nel dipartimento dell'Aveyron, nella regione Occitania.

## Storia
Fu creato nel 1800 sulla base dei preesistenti distretti.

## Composizione
L'arrondissement è composto da 64 comuni raggruppati in 8 cantoni:
- cantone di Aubin
- cantone di Capdenac-Gare
- cantone di Decazeville
- cantone di Montbazens
- cantone di Najac
- cantone di Rieupeyroux
- cantone di Villefranche-de-Rouergue
- cantone di Villeneuve